# Taz (Montréal)
Pour les articles homonymes, voir Taz (homonymie).

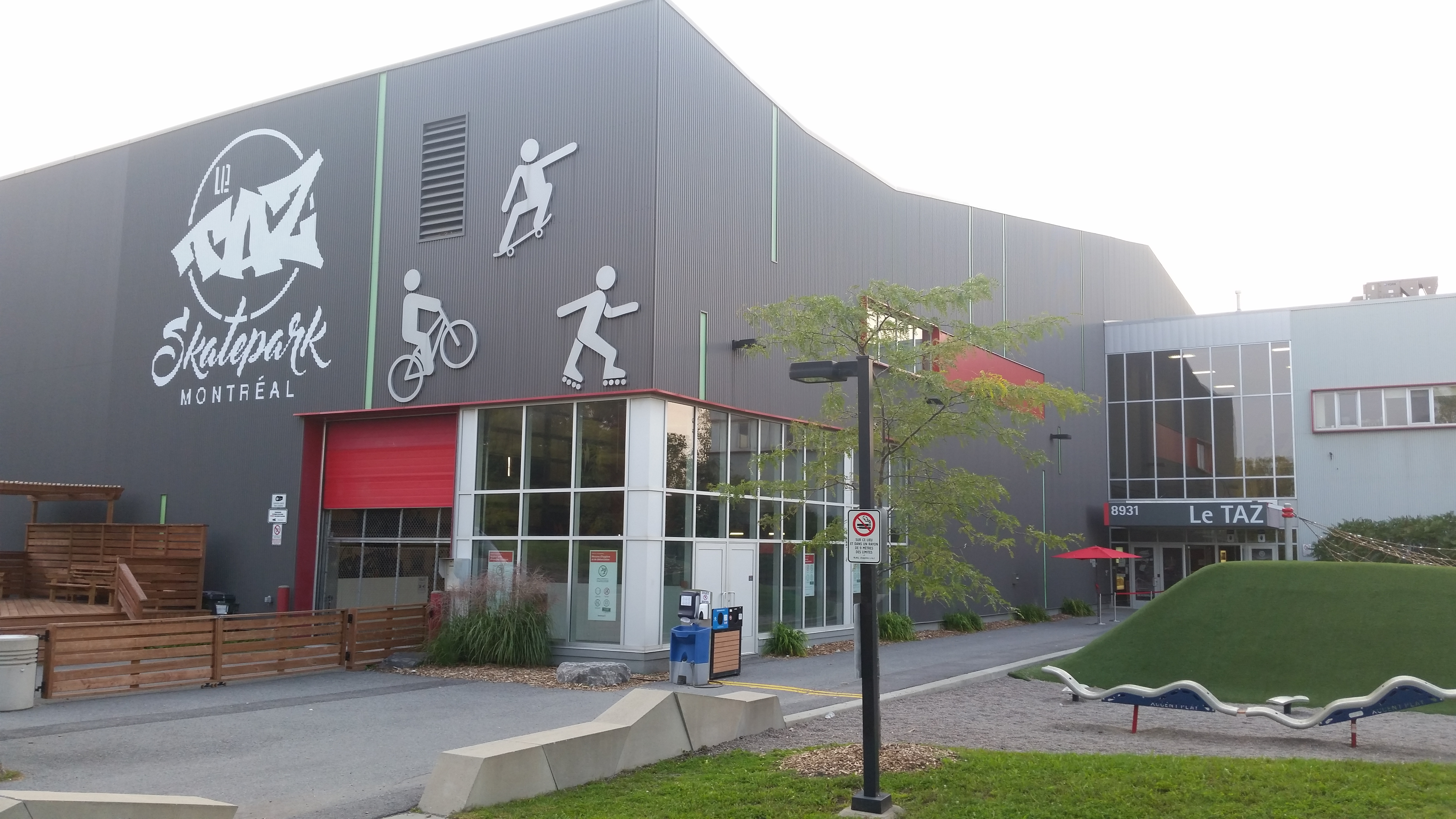
Entrée du TAZ skatepark, situé dans le Complexe environnemental Saint-Michel, à Montréal

Le TAZ Skatepark, situé à Montréal, est le plus grand skatepark intérieur au Canada. Le TAZ est la référence pour la pratique du skateboard, de la trottinette, du BMX et du patin depuis 1996. Hautement sécuritaire et surveillé par une équipe qualifiée, Le TAZ est le lieu par excellence afin de vivre des sensations fortes dans une atmosphère conviviale.
Ouvert en 1996 sur la rue Berri près de l'UQAM, l'équipe était en attente d'un lieu depuis sa fermeture en 2001 pour céder sa place à la Grande Bibliothèque du Québec. Le 28 mars 2009, on inaugure les nouvelles installations au 8931, avenue Papineau, dans l'arrondissement Villeray–Saint-Michel–Parc-Extension de Montréal.

## Description
Le bâtiment à lui seul totalise 7900 mètres carrés (85 000 pieds carrés) formant les deux espaces principaux : le Roulodôme et le Skatepark. L'équipe offre à sa clientèle plus de 80 modules (de débutant à expert), une aire BMX, un coin pour les débutants, ainsi qu'une mezzanine avec bowls (la piscine) et bac à mousse (foam pit). Le TAZ offre une programmation pour toute la famille, en passant par les fêtes d'enfants, les cours privés, les cours parent-enfant, les cours de groupe, les skateparks privés et plus encore.  
Les travaux, entamés au printemps 2008, ont été réalisés avec un budget de 12 millions, dont les deux tiers répartis entre la Ville de Montréal (2,5 M), le Gouvernement du Québec (5 M) et le Gouvernement du Canada (2,5 M).

## Sources
- Site web du Taz
- Communiqué de presse
- Arrondissement Ahuntsic-Cartierville - Le Taz